# Зломники (фільм, 1971)
«Зло́мники» (фр. Le casse) — французький кінофільм режисера Анрі Вернея, випущений 27 жовтня 1971 року, з Жаном-Полем Бельмондо у головній ролі.

## Сюжет
Група професійних грабіжників після довгої і ретельної підготовки проникає на віллу грецького багатія пана Таско і краде з сейфа колекцію смарагдів вартістю в мільйон доларів. Їм мало не завадив комісар поліції Авель Захарія (Омар Шариф), але один з грабіжників, Азад (Жан-Поль Бельмондо), як йому здалося, зміг приспати його пильність. Насправді ж комісар просто дав злочинцям здійснити свій план і почав переслідувати їх, щоб привласнити вкрадене. У хід йдуть всі засоби: від застосування сили до шантажу і гри на людських інстинктах. У комісара поліції є п'ять днів, щоб змусити зломщиків розлучитися з видобутком, поки корабель, на якому вони повинні покинути країну, знаходиться на ремонті через несподівану поломку.

## У ролях
- Жан-Поль Бельмондо — Азад
- Омар Шариф — комісар поліції Авель Захарія
- Робер Оссейн — Ральф
- Дайан Кеннон — Лєна
- Ренато Сальваторі — Ренці
- Хосе Луїс Де Вілалонга — Таско
- Ніколь Кальфан — Елен
- Рауль Дельфосс — епізод
- Марк Аріан — епізод
- Робер Дюрантон — Джонні
- Стів Екардт — епізод
- Данієль Веріте — епізод
- Аліса Арно — епізод
- Роже Люмон — епізод
- Памела Стенфорд — епізод

## Знімальна група
- Режисер — Анрі Верней
- Сценарій — Анрі Верней, Вехе Катча, Девід Гудіс
- Продюсер — Анрі Верней
- Оператор — Клод Ренуар
- Композитор — Енніо Морріконе
- Художник — Жак Солньє, Хелен Нуррі, Шарль Меранжель
- Монтаж — П'єр Джиллетт